# 오우치 타케시
오우치 타케시(일본어: 大内 毅, 1974년 7월 26일 ~ )는 일본의 음악가이며, 오사카=모노레일의 멈버이다. 교토부 교토시 출신이며, 베이스 기타 연주가이다.